# Whitehall (Nova York)
Whitehall és una població dels Estats Units a l'estat de Nova York. Segons el cens del 2000 tenia 2.667 habitants.

## Demografia
Segons el cens del 2000, Whitehall tenia 2.667 habitants, 1.104 habitatges, i 705 famílies. La densitat de població era de 219,6 habitants per km².
Dels 1.104 habitatges en un 30,8% hi vivien nens de menys de 18 anys, en un 45,9% hi vivien parelles casades, en un 12,7% dones solteres, i en un 36,1% no eren unitats familiars. En el 31,2% dels habitatges hi vivien persones soles el 15,9% de les quals corresponia a persones de 65 anys o més que vivien soles. El nombre mitjà de persones vivint en cada habitatge era de 2,42 i el nombre mitjà de persones que vivien en cada família era de 3,01.
Per edats la població es repartia de la següent manera: un 25,9% tenia menys de 18 anys, un 8,8% entre 18 i 24, un 26,5% entre 25 i 44, un 21,2% de 45 a 60 i un 17,6% 65 anys o més.
L'edat mediana era de 38 anys. Per cada 100 dones de 18 o més anys hi havia 86,9 homes.
La renda mediana per habitatge era de 31.667 $ i la renda mediana per família de 42.619 $. Els homes tenien una renda mediana de 31.656 $ mentre que les dones 20.417 $. La renda per capita de la població era de 16.022 $. Entorn del 13,3% de les famílies i el 13,2% de la població estaven per davall del llindar de pobresa.